# 王光棣
王光棣（?—?），字伟堂，四川省酉陽直隸州彭水縣人，清朝政治人物、同進士出身。

## 生平
光緒十八年（1892年），参加光緒壬辰科殿試，登進士三甲86名。同年五月，著交吏部掣签分发各省，以知县即用